# Achaearanea acoreensis
Achaearanea acoreensis är en spindelart som först beskrevs av Lucien Berland 1932.  Achaearanea acoreensis ingår i släktet Achaearanea och familjen klotspindlar. Inga underarter finns listade i Catalogue of Life.